# Волович, Иероним Григорьевич
Иероним Григорьевич Волович (пол. Hieronim Wołłowicz; ум. 1636, Титувенай) — государственный деятель Великого княжества Литовского, тиун поморский, королевский секретарь, подскарбий дворный литовский (1600—1605), писарь великий литовский (до 1618), подскарбий великий литовский в 1605—1618 годах, подканцлер литовский, староста генеральный жемайтский (1619—1636), староста кобринский.

## Биография
Представитель русско-литовского знатного рода Воловичей герба «Богория». Сын Григория Богдановича Воловича, смоленского воеводы, отец которого, Богдан Волович, был сыном Гринько Ходковича Воловича. Брат Раины (Регины) Волович.
Упоминается в жалованной грамоте короля польского и великого князя литовского Сигизмунда III Вазы и в других документах. В грамоте Вазы (архивный номер LNMMB F101-48), выданной в Варшаве 28 апреля 1606 года, Иероним Волович упоминается на должности тиуна поморского. Грамота подписана как королём, так и родственником Иеронима епископом виленским Евстафием Воловичем.
Играл заметную роль при дворе Сигизмунда III. Занимая должность подскарбия, чеканил монеты Великого княжества Литовского со своим собственным гербом «Богория» (монограмма HW): шелеги — 1614—1618, гроши — 1607—1615, и 5 дукатов — 1618.
Великий князь литовский подписал привилей, по которому собственность подканцлера Воловича в Гродно (5 им купленных домов и участки) была освобождена от всех поборов и магистратской юрисдикции. В Гродно на его средства построен мост через Неман.
В браке с княгиней Гославской герба «Окша» у Иеронима Воловича была дочь: Фёкла-Анна Волович (замужем за Александром Людвиком Радзивиллом).